# Högabergs gravfält

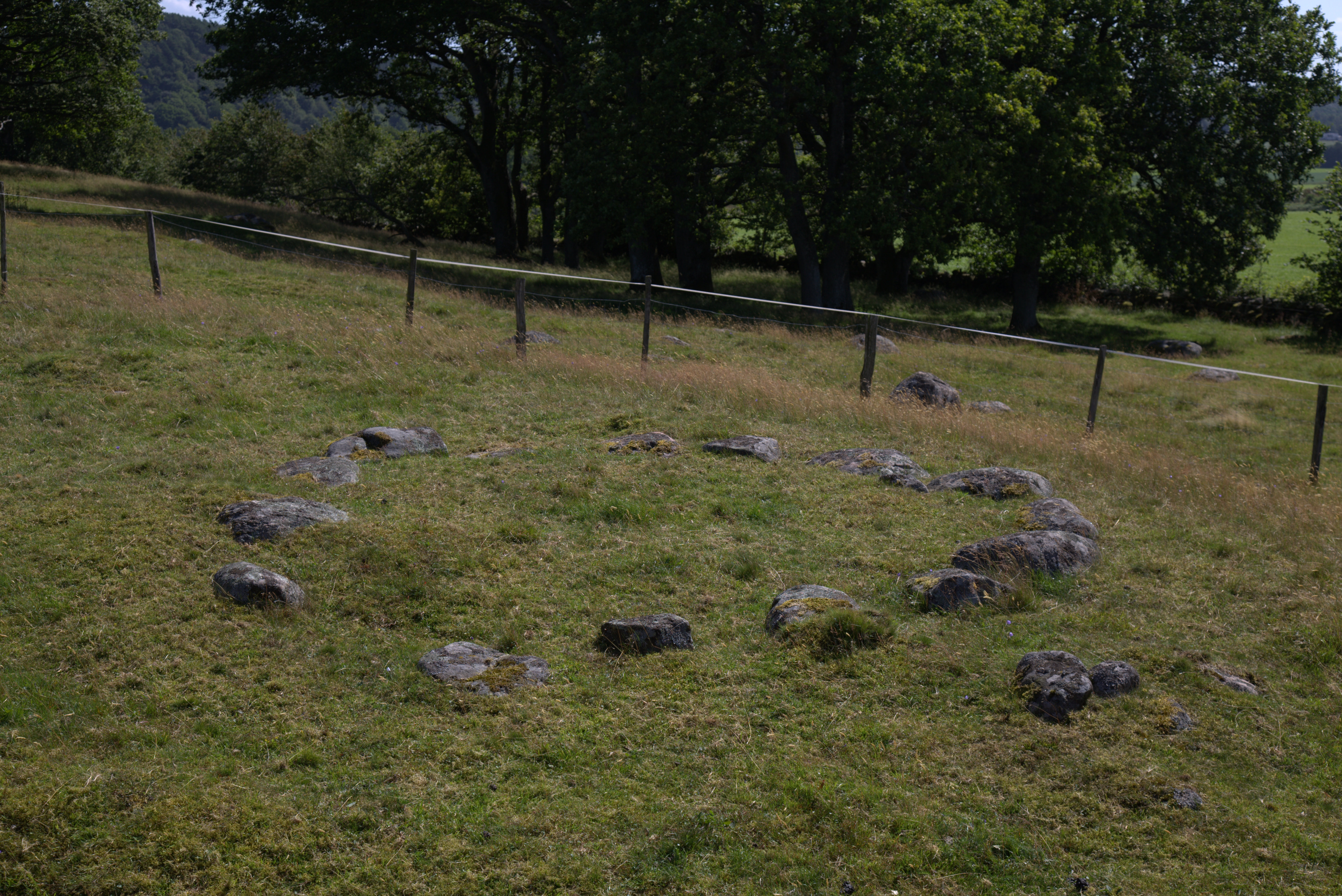
En av gravarna på Högaberg.

Högabergs gravfält är ett gravfält i Grimetons socken i Varbergs kommun i Halland. Gravfältet är stort, 450 gånger 100 meter, och varierat i den mening att många fornlämningstyper förekommer. Det består av omkring 85 fornlämningar, däribland 11 gravhögar, en skeppsformig hög, 6 gravrösen, 47 runda, skeppsformiga eller fyrkantiga stensättningar, 5 treuddar, 4 domarringar och 11 rest stenar. Den största gravhögen är 12 meter i diameter och 1,5 meter hög och är något större än de största gravrösena. Den märkliga skeppsformiga högen ligger i gravfältets nordvästra del och är 19 meter lång, 4 meter bred och en halvmeter hög. Den största runda stensättningen är fylld och är 18 meter i diameter. Den största treudden är 17 meter lång i sidan. 